# Sun Xiu
Sun Xiu (孙休; Sūn Xiū) eller Kejsar Jing av Wu (吴景帝; Wú Jǐngdì), död 264, var den tredje regenten för den kinesiska staten Östra Wu under epoken De tre kungadömena. Sun Xiu regerade år 258 till 264.
Sun Xiu var en yngre son till Östra Wus grundare Sun Quan och hans konkubin Wang (王夫人). Sun Xiu efterträdde 258 sin halvbror Sun Liang som regent för Östra Wu efter att Sun Liang blivit avsatt från tronen.
År 262 gjorde Sun Xiu sin son Sun Wan till kronprins och tog Lady Zhu (朱氏) som kejsarinna. Efter att Sun Xiu avlidit 264 efterträddes han av Sun Hao eftersom kronprins Sun Wan var för ung. Sun Xiu titulerades postumt Kejsar Jing av Wu (吴景帝).
Sun Xiu är sannolikt begravd tillsammans med kejsarinnan Zhu i graven Dingling (定陵) som hittats i Gushu i Dangtu härad i Anhui.

## Regeringsperioder
- Yongan (永安) 258–263 [5]